# Квакшино
Ква́кшино — деревня в Калининском районе Тверской области. Центр Верхневолжского сельского поселения.
Расположена в 19 км южнее Твери, на Волоколамском шоссе (автодорога «Тверь—Лотошино—Шаховская—Уваровка»).

## История
В Списке населенных мест 1859 года значится казённая деревня Квакшино (Квакушино) на Волоколамском тракте, 21 верста от Твери, 24 двора, 206 жителей, в деревне волостное правление. Позже, во второй половине XIX — начале XX века деревня Квакшино относилась к Щербининской волости Тверского уезда и была в приходе Богородицерождественской церкви погоста Каменка.
В 1992 году — 488 хозяйств, 1342 жителя; центр Верхневолжского сельсовета, птицефабрика «Калининская», ДК, магазин, медпункт, средняя школа, братская могила советских воинов, погибших в Великой Отечественной войне.

## Население
| 1859 | 1886 | 1997  | 2002  | 2008  | 2010  |
| ---- | ---- | ----- | ----- | ----- | ----- |
| 206  | ↗310 | ↗1342 | ↘1280 | ↘1228 | ↘1027 |

## Инфраструктура
- МОУ «Квакшинская СОШ»
- МДОУ «Квакшинский детский сад»
- МУК КДЦ «Квакшинский»
- МУ «Квакшинская библиотека»
- Квакшинский ФАП